# Acanthaclisis occitanica
Acanthaclisis occitanica là một loài côn trùng trong họ Myrmeleontidae thuộc bộ Neuroptera. Loài này được Villers miêu tả năm 1789.